# 竹内亜弥
竹内 亜弥（たけうち あや、1986年8月5日 - ）は、日本の女子ラグビーユニオン選手。

## 経歴
1986年8月5日、岐阜県岐阜市出身。岐阜市立岩野田北小学校、滝学園（中等部・高等部）を経て、京都大学文学部卒業。
竹内の母が京都大学バレーボール部出身の選手で、ママさんバレーボールをやっていた影響で、竹内自身も滝学園（中学校）入学と同時にバレーボール部に入り、本格的にバレーボールを始める。滝学園・京都大学とバレーボールに打ち込んだが、いわゆる強豪校ではなく、京都大学に至っては関西リーグの4部～6部をウロウロするようなチームであり、部員が自身を含む2名に減少したこともあったという。
その京都大学4年在学時に大学アメフトの名門でもある京都大学ギャングスターズの試合を応援がてら観戦したことがきっかけで「コンタクトプレーのスポーツをしたい」と思うようになる。自身が少女時代から読書好きだったこともあり、大学卒業と同時に大手出版社の新潮社に入社。就職時にはアメフトをやろうと思ったが女子チームがなく、芝生でプレーするということからラグビーを始めることを決意。ワセダクラブレディースに入り、その後世田谷レディースへ移籍する。
2010年に日本ラグビーフットボール協会が行った女子ラグビー日本代表選手トライアウトを受験したが落選した為、代表入りを目標に肉体改造に取り組み、ウエイトトレーニングで体を作った。その甲斐もあってか、2013年に7人制ラグビー女子日本代表に初召集される。代表初出場は2013年2月1日のIRB女子セブンズワールドカップ第二戦アメリカ大会（ アメリカ合衆国 ヒューストン・BBVAコンパス・スタジアム）での予選プール第1日の第二戦目：7人制ラグビー女子ロシア代表戦の後半3分に冨田真紀子との交代での途中出場であった。
2014年は世田谷レディースから、女子ラグビー普及などを目的として設立されたARUKAS QUEEN KUMAGAYAの結成に参加、主将となる。同年は2014年アジア競技大会（大韓民国：仁川広域市）の7人制ラグビーフットボール競技に日本代表として出場、決勝戦で中華人民共和国に敗れて2位となった。
2015年は、女子ラグビー7人制クラブチームのサーキット大会である『太陽生命ウィメンズセブンズシリーズ2015』（合計4大会）にて、自ら主将としてARUKAS QUEEN KUMAGAYAを総合優勝へ導いた。同年11月、7人制女子代表としては同年の最大目標であったリオデジャネイロオリンピック7人制女子ラグビーフットボールアジア予選に日本代表として出場、香港ラウンド・東京ラウンドの2回で争う大会で主力として活躍し、総合優勝を果たしてリオデジャネイロオリンピックへの出場を決めた。
2016年6月に新潮社を休職、8月7日に冨田真紀子が負傷のため、登録を発表、京都大学女子初のオリンピック代表となった。最終順位の結果は10位となった。

## 人物
- 少女時代から読書が趣味であり、梨木香歩を好きな作家として挙げる[17]。
- 就職活動では出版社を最初から志望し、新潮社に入社。新潮社では営業部に配属、主に書店回りや販売促進活動を担当している[3][18]。
- 遠征や合宿が増えて仕事との両立で悩み、リオ五輪出場の夢に打ち込む環境を整える為2014年6月から休職、リオ五輪後復帰予定だったが、ラグビーへの思いが強くなり、2016年10月末付けで、新潮社を退社。
- 2017年3月にアルカスアカデミーヘッドコーチ中嶋真也と入籍した[19]。